# هانتینگدون ولی (پنسیلوانیا)
هانتینگدون ولی (به انگلیسی: Huntingdon Valley) یک منطقهٔ مسکونی در ایالات متحده آمریکا است که در پنسیلوانیا واقع شده‌است.پارک لوریمر، 213 هکتار از جنگل ها و مراتع در دره هانتینگدون، به پارک پنی پک در منطقه فاکس چیس در شهرستان فیلادلفیا متصل است. این پارک در مجاورت مزرعه فاکس چیس، یکی از دو مزرعه فعال شهرستان فیلادلفیا قرار دارد.